# François Toussaint Gros

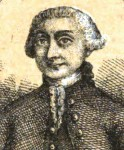
François Toussaint Gros

François Toussaint Gros (* 1698 in Marseille; † 1748 in Lyon) war ein französischer Dichter okzitanischer Sprache.

## Leben und Werk
François Toussaint Gros besuchte das Kolleg der  Oratorianer in Marseille und trat in ein Kartäuser-Noviziat ein, verließ es jedoch wieder und wurde Steuereinnehmer. Er gehörte zu den Vertrauten von Pauline de Simiane-Grignan (1674–1737), Enkelin der Madame de Sévigné.
1734 veröffentlichte er einen Band Gedichte, Verserzählungen und Fabeln in provenzalischer Sprache. Im Vorwort beschwerte er sich, dass seine Muttersprache in Frankreich als Patois (Mundart) abgewertet werde, wo sie doch in Wahrheit über allen anderen romanischen Sprachen stünde. Damit übernahm er die zu seiner Zeit gängige These des Okzitanischen als gemeinsamer Vorstufe der romanischen Sprachen (Okzitanismus-These).
In Sausset-les-Pins ist eine Straße nach ihm benannt.

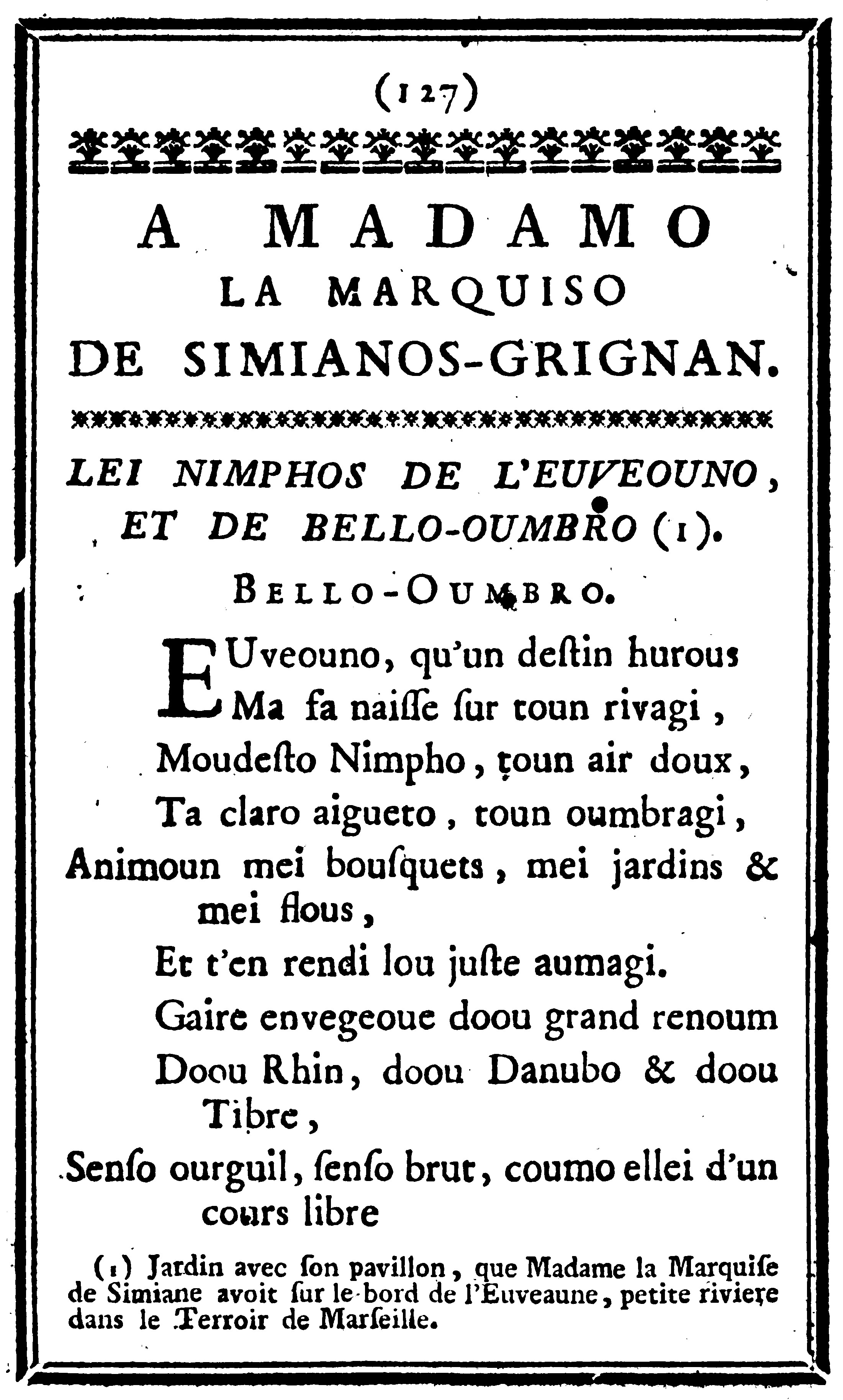
Seite aus dem Buch von Toussaint Gros

## Schriften (Auswahl)
- Recuil de pouesiés prouvençalos de M.F.T.G. de Marsillo. François Berte und D. Sibié, Marseille 1734. Verbesserte und erweiterte Auflage 1763.
- Oeuvres complètes. Marseille 1841.